# Punta Helbronner
Punta Helbronner (fr. Pointe Helbronner)  (3462 m n.p.m.) – szczyt w Masywie Mont Blanc, grupie górskiej Mont Blanc. Leży na granicy między Francją (region Owernia-Rodan-Alpy) a Włochami (region Dolina Aosty). Znajduje się tu górna stacja kolejki linowej  z Courmayeur oraz stacja kolejki gondolowej na szczyt Aiguille du Midi.

 